# El amor es como el chachachá
El amor es como el chachachá (Hangul: 갯마을 차차차; RR: Gaenmaeul Chachacha, lit. Seaside Village Cha Cha Cha) es una serie de televisión surcoreana transmitida del 28 de agosto de 2021 hasta el 17 de octubre de 2021 a través de tvN y Netflix.
La serie es una adaptación de la película surcoreana Mr. Hong (2004) del director Kang Seok-beom y de Shin Jung-goo.

## Sinopsis
Ambientada en el pueblo costero de Gongjin, la serie sigue el romance entre Hong Doo-shik y la dentista Yoon Hye-jin.
Doo-shik, es un hombre guapo e inteligente de 35 años que es conocido en el pueblo como el «Jefe Hong». Sabe hacer muchas cosas, por lo que es un maestro de los trabajos ocasionales y siempre ayuda a todos en Gongjin, sin importar en la situación en la que se encuentren.
Por otro lado, Hye-jin es una mujer perfeccionista que tiene tanto inteligencia como belleza, sin embargo su plan de vida se desmorona debido a la pequeña rectitud en su corazón y después de varios obstáculos, decide mudarse de Seúl al pueblo costero de Gongjin, donde abre su propia clínica y conoce al «Jefe Hong».

## Reparto

### Personajes principales[12]
| Actor                                              | Personaje                  | Nº de episodios | Notas |
| -------------------------------------------------- | -------------------------- | --------------- | --- |
| Kim Sun-ho Song Min-jae An Sung-won Moon Sung-hyun | Hong Doo-shik ("Sr. Hong") | 1-16 -          | Es un hombre conocido en el pueblo como "Sr. Hong", quien aunque oficialmente está desempleado, siempre está ocupado ayudando a los residentes de Gongjin. Cuando conoce a Yoon Hye-jin, no deja de pensar en ella y aunque la molesta, en realidad se preocupa profundamente por ella. Poco después, se revela que asiste al Hope Smile Psychiatric Clinic, donde le prescriben pastillas debido a un trauma. |
| Shin Min-ah Shim Hye-yoon Oh Ye-ju                 | Yoon Hye-jin               | 1-16 -          | Es una confiada dentista y segura de sí misma que tiene tanto belleza como inteligencia, luego de toparse con algunas dificultades, decide mudarse a Gongjin donde abre su propia clínica. Cuando conoce a Hong Doo-shik aunque al inicio chocan, más tarde comienzan a salir. Poco después, se revela que la verdadera razón por la que se había mudado a Gongjin, era debido a que antes de que su madre muriera cuando ella era pequeña, había viajado con su familia ahí y tenía recuerdos agradables sobre el lugar. |
| Lee Sang-yi                                        | Ji Sung-hyun               | 4-16            | Es un joven y exitoso director de programas de variedades, quien es adicto al trabajo y tiene una personalidad brillante. Estudió con Yoon Hye-jin, de quien ha estado enamorado, sin embargo Hye-jin lo rechaza ya que está enamorada de Doo-shik. |

### Personajes secundarios

#### Personas cercanas a Hye-jin
| Actor         | Personaje      | Nº de episodios | Notas |
| ------------- | -------------- | --------------- | --- |
| Gong Min-jung | Pyo Mi-sun     | -               | Es la mejor amiga de Yoon Hye-jin y trabaja como dentista. Cuando es sexualmente acosada por un hombre que estaba en la clínica, Hye-jin termina golpeándolo. Aunque al inicio el hombre actúa como si fuera que no hizo nada malo, cuando Doo-shik se entera va a buscarlo. |
| Seo Sang-won  | Yoon Tae-hwa   | -               | Es el padre de Yoon Hye-jin. |
| Woo Mi-hwa    | Lee Myung-shin | -               | Es la madrastra de Yoon Hye-jin. |

#### Personas cercanas a Sung-hyun
| Actor          | Personaje   | Nº de episodios | Notas |
| -------------- | ----------- | --------------- | --- |
| Park Ye-young  | Wang Ji-won | -               | Es una escritora veterana que ha estado trabajando con Lee Sung-hyun durante siete años. |
| Lee Seok-hyung | Kim Do-ha   | -               | Es un subdirector que lucha por encontrar un equilibrio dentro de su ocupada agenda de filmación entre el trabajo y su vida, debido a su superior Ji Sung-hyun, quien es un adicto al trabajo. |
| Byun Sung-tae  | Joon        | -               | Es el rapero principal del grupo idol "DOS". |
| Baek Seung     | In-woo      | -               | Es un joven idol y sub-vocal del grupo "DOS", quien recibe el apodo del "primer amor de la nación".                                                                                            |

#### Residentes de Gongjin
| Actor          | Personaje              | Nº de episodios | Notas |
| -------------- | ---------------------- | --------------- | --- |
| Kim Young-ok   | Kim Gam-ri             | -               | Es la líder y mayor de Gongjin. |
| Lee Yong-yi    | Lee Mat-yi             | -               | Es la segunda más joven de los mayores de Gongjin. |
| Shin Shin-ae   | Park Sook-ja           | -               | Es la más joven de los mayores de Gongjin. |
| Cho Han-cheol  | Oh Cheon-jae (Oh Yoon) | -               | Es el dueño de la cafetería y pub "Gongjin's Live". Un ex cantante que desapareció después de lanzar una exitosa canción en la década de 1990.               |
| Lee Bong-ryun  | Yeo Hwa-jung           | -               | Es la dueña del restaurante de sushi "Hwajung". Nacida y criada en Gongjin, es la propietaria del edificio de odontología y la casa donde vive Yoon Hye-jin. |
| In Gyo-jin     | Jang Young-kook        | -               | Es el jefe de distrito más joven que solía ser un funcionario público de séptimo grado.                                                                      |
| Cha Chung-hwa  | Cho Nam-sook           | -               | Es el presidente de los grandes almacenes "Prosperous Gongjin" y propietario de un restaurante chino cerca del consultorio dental de Yoon Hye-jin.           |
| Hong Ji-hee    | Yoo Cho-hee            | -               | Es una maestra de la escuela primaria de Gongjin. |
| Yoon Seok-hyun | Choi Geum-cheol        | -               | Es el amigo de Doo-shik. |
| Kim Joo-yeon   | Ham Yoon-kyung         | -               | Es la esposa de Geum-cheol. |
| Kang Hyung-suk | Choi Eun-cheol         | -               | Es un joven oficial de la subestación de policía, es una persona sincera y trabaja duro en todo lo que hace.                                                 |
| Kim Sung-beom  | Ban Yong-hoon          | -               | Es el gerente del centro comunitario de Gongjin. |
| Kim Min-seo    | Oh Joo-ri              | -               | Es la hija de Cheon-jae. |
| Ki Eun-yoo     | Jang Yi-joon           | -               | Es el hijo de Young-kook y Hwa-jung. |
| Ko Do-yeon     | Choi Bo-ra             | -               | Es la hija de Geum-cheol y Yoon-kyung. |

### Otros personajes
| Actor         | Personaje    | Nº de episodios | Notas            |
| ------------- | ------------ | --------------- | ---------------- |
| Im Sung-mi    | Hwang Ji-won | -               | Es una dentista. |
| Jin Yong-wook | -            | -               |                  |
| Lee Do-yeop   | Kim Woo-seok |                 | [ 31 ]           |

### Apariciones especiales
| Actor        | Personaje     | Episodio(s) donde apareció | Notas |
| ------------ | ------------- | -------------------------- | --- |
| Oh Eui-shik  | Park Jung-woo | 13-14                      | Es un compañero de trabajo y buen amigo de Hong Doo-shik, quien muere en un accidente automovilístico, luego de que el auto donde viajaba con Doo-shik fuera impactado. Su muerte ha afectado profundamente a Doo-shik quien se siente responsable. |
| Kim Ji-hyun  | Kim Sun-ah    | 6                          | [ 32 ] |
| Lee Ho-jae   | -             | 2                          | Es el abuelo de Hong Doo-shik. |
| Lee Jin-hee  | -             | 1-2                        | Es la madre de Yoon Hye-jin, quien falleció debido a una enfermedad cuando Hye-jin era pequeña. |
| Bae Hae-sun  | Lee Min-young | 1                          | Es la médica en jefe del antiguo consultorio dental donde trabajaba Yoon Hye-jin. |
| Lee Jung-eun | Kim Yeon-ok   | 1                          | Es una paciente de Yoon Hye-jin. |

## Episodios
La serie está conformada por dieciséis episodios, los cuales fueron emitidos todos los sábados y domingos a las 9:00pm (KST).

### Ratings
Los números en color rojo indican las calificaciones más bajas, mientras que los números en azul indican las calificaciones más altas.
| Episodio | Fecha de emisión         | Participación promedio de audiencia | Participación promedio de audiencia |
| Episodio | Fecha de emisión         | Nacional                            | Seúl                                |
| -------- | ------------------------ | ----------------------------------- | ----------------------------------- |
| 1        | 28 de agosto de 2021     | 6.821% (1.ª)                        | 6.821% (1.ª)                        |
| 2        | 29 de agosto de 2021     | 6.666% (1.ª)                        | 6.687% (1.ª)                        |
| 3        | 4 de septiembre de 2021  | 8.733% (1.ª)                        | 9.002% (1.ª)                        |
| 4        | 5 de septiembre de 2021  | 8.742% (1.ª)                        | 9.319% (1.ª)                        |
| 5        | 11 de septiembre de 2021 | 9.996% (1.ª)                        | 10.940% (1.ª)                       |
| 6        | 12 de septiembre de 2021 | 10.270% (1.ª)                       | 11.038% (1.ª)                       |
| 7        | 18 de septiembre de 2021 | 9.102% (1.ª)                        | 9.328% (1.ª)                        |
| 8        | 19 de septiembre de 2021 | 8.145% (1.ª)                        | 8.472% (1.ª)                        |
| 9        | 25 de septiembre de 2021 | 9.067% (1.ª)                        | 9.948% (1.ª)                        |
| 10       | 26 de septiembre de 2021 | 11.397% (1.ª)                       | 12.432% (1.ª)                       |
| 11       | 2 de octubre de 2021     | 9.299% (1.ª)                        | 9.935% (1.ª)                        |
| 12       | 3 de octubre de 2021     | 10.723% (1.ª)                       | 11.649% (1.ª)                       |
| 13       | 9 de octubre de 2021     | 9.171% (1.ª)                        | 9.396% (1.ª)                        |
| 14       | 10 de octubre de 2021    | 11.643% (1.ª)                       | 12.477% (1.ª)                       |
| 15       | 16 de octubre de 2021    | 10.347% (1.ª)                       | 10.535% (1.ª)                       |
| 16       | 17 de octubre de 2021    | 12.665% (1.ª)                       | 13.322% (1.ª)                       |
| Promedio | Promedio                 | 9.549%                              | 10.081%                             |

## Música
El OST de la serie está conformado por las siguientes canciones:

### Parte 1
| No. | Intérprete      | Canción                           | Letra                     | Música       | Duración |
| --- | --------------- | --------------------------------- | ------------------------- | ------------ | -------- |
| 1   | Car, the Garden | "Romantic Sunday" (로맨틱 선데이) | Jung Myung-hoon (de Ciel) | Lim Ha-young | 3:51     |
| 2   |                 | "Romantic Sunday" (Inst.)         | -                         | Lim Ha-young | 3:51     |

### Parte 2
| No. | Intérprete | Canción                             | Letra | Música | Duración |
| --- | ---------- | ----------------------------------- | ----- | ------ | -------- |
| 1   | Kassy      | "One Sunny Day" (어느 햇살 좋은 날) | TETE  | TETE   | 3:56     |
| 2   |            | "One Sunny Day" (Inst.)             | -     | TETE   | 3:56     |

### Parte 3
| No. | Intérprete | Canción              | Letra | Música | Duración |
| --- | ---------- | -------------------- | ----- | ------ | -------- |
| 1   | Cheeze     | "My Romance"         | Jade  | Jade   | 2:53     |
| 2   |            | "My Romance" (Inst.) | -     | Jade   | 2:53     |

### Parte 4
| No. | Intérprete  | Canción        | Letra       | Música      | Duración |
| --- | ----------- | -------------- | ----------- | ----------- | -------- |
| 1   | Choi Yu-ree | "Wish" (바람)  | Choi Yu-ree | Choi Yu-ree | 3:57     |
| 2   |             | "Wish" (Inst.) | -           | Choi Yu-ree | 3:57     |

### Parte 5
| No. | Intérprete   | Canción                      | Letra                  | Música         | Duración |
| --- | ------------ | ---------------------------- | ---------------------- | -------------- | -------- |
| 1   | Kim Jae-hwan | "Be the Light" (빛이 되어줘) | Jeong Gu-hyeon y Aseul | Jeong Gu-hyeon | 3:54     |
| 2   |              | "Be the Light" (Inst.)       | -                      | Jeong Gu-hyeon | 3:54     |

### Parte 6
| No. | Intérprete | Canción                                                                       | Letra | Música        | Duración |
| --- | ---------- | ----------------------------------------------------------------------------- | ----- | ------------- | -------- |
| 1   | Sandeul    | "The Image of You (Remains in My Memory)" (내 기억 속에 남아있는 그대 모습은) | Kako  | Kako y Nathan | 3:09     |
| 2   |            | "The Image of You (Remains in My Memory)" (Inst.)                             | -     | Kako y Nathan | 3:09     |

### Parte 7
| No. | Intérprete | Canción               | Letra                  | Música         | Duración |
| --- | ---------- | --------------------- | ---------------------- | -------------- | -------- |
| 1   | Seungmin   | "Here Always"         | Jeong Gu-hyeon y Aseul | Jeong Gu-hyeon | 4:15     |
| 2   |            | "Here Always" (Inst.) | -                      | Jeong Gu-hyeon | 4:15     |

### Parte 8
| No. | Intérprete  | Canción                                   | Letra | Música | Duración |
| --- | ----------- | ----------------------------------------- | ----- | ------ | -------- |
| 1   | Lee Sang-yi | "I Hope You′re Happy" (행복했으면 좋겠어) | Hen   | Hen    | 3:18     |
| 2   |             | "I Hope You′re Happy" (Inst.)             | -     | Hen    | 3:18     |

## Premios y nominaciones
| Año  | Categoría                                       | Premio                              | Nominado (a) | Resultado |
| ---- | ----------------------------------------------- | ----------------------------------- | ------------ | --------- |
| 2021 | Mejor banda sonora original (por "Wish" (바람)) | 2021 Mnet Asian Music Awards (MAMA) | Choi Yu-ree  | pendiente |

## Producción
La serie fue desarrollada por Kim Je-hyeon (de la tvN) y Studio Dragon.
También es conocida como "Hometown ChaChaCha", "The Sea Village Cha Cha Cha, "Fishing Village Cha Cha Cha", "Mr. Hong" y/o "The Seashore Village ChaChaCha".
La dirección está a cargo de Yoo Je-won, quien contó con el guionista Shin Ha-eun (신하은). Mientras que la producción fue realizada por Lee Dong-gyu y Lee Sang-hee, quienes a su vez, contaron con el apoyo del productor ejecutivo Jo Moon-ju. Por otro lado, la edición estuvo en manos de Kim In-young y Cha Young-ah.
La primera lectura de guion se llevó a cabo el 21 de abril de 2021 y el rodaje fue programado para comenzar el 8 de mayo del mismo año. Por otro lado la conferencia de prensa online fue realizada el 24 de agosto del mismo año.
La serie también contó con el apoyo de las compañías de producción Studio Dragon y GT:st.
El drama es un contraste entre la gran ciudad de Seúl y las pequeñas poblaciones rurales.

### Distribución internacional
Internacionalmente la serie es emitida a través de Netflix.

### Recepción
El 23 de agosto de 2021, el Good Data Corporation compartió su nueva clasificación de los dramas y miembros del elenco que generaron más revuelo durante la semana. Las listas se compilaron a partir del análisis de artículos de noticias, publicaciones de blogs, comunidades en línea, videos y publicaciones en redes sociales sobre los dramas que están actualmente al aire o que saldrán al aire próximamente. La serie obtuvo el puesto número 8 dentro de la lista de dramas más comentados de la semana.
El 5 de septiembre de 2021, Good Data Corporation compartió su nueva clasificación de los dramas y miembros del elenco que generaron más revuelo durante la semana. Las listas se compilaron a partir del análisis de artículos de noticias, publicaciones de blogs, comunidades en línea, videos y publicaciones en redes sociales sobre los dramas que están actualmente al aire o que saldrán al aire próximamente. La serie obtuvo el puesto número 3 dentro de la lista de dramas más comentados de la semana. Mientras que los actores Kim Seon-ho y Shin Min-ah ocuparon los puestos 1 y 2 respectivamente dentro de la lista de los mejores actores de drama que generaron más expectación en esa semana.
El 8 de septiembre del mismo año, Good Data Corporation compartió su nueva clasificación de los dramas y miembros del elenco que generaron más revuelo durante la semana. Las listas se compilaron a partir del análisis de artículos de noticias, publicaciones de blogs, comunidades en línea, videos y publicaciones en redes sociales sobre los dramas que están actualmente al aire o que saldrán al aire próximamente. La serie obtuvo el puesto número 3 dentro de la lista de dramas más comentados de la semana, mientras que los actores Kim Seon-ho y Shin Min-ah ocuparon los puestos 1 y 2 respectivamente dentro de los diez miembros del elenco más comentados de la semana.
El 16 de septiembre del mismo año, Good Data Corporation compartió su nueva clasificación de los dramas y miembros del elenco que generaron más revuelo durante la semana. Las listas se compilaron a partir del análisis de artículos de noticias, publicaciones de blogs, comunidades en línea, videos y publicaciones en redes sociales sobre los dramas que están actualmente al aire o que saldrán al aire próximamente. La serie obtuvo el puesto número 3 dentro de la lista de dramas más comentados de la semana, mientras que los actores Kim Seon-ho y Shin Min-ah volvieron a ocupar los puestos 1 y 2 respectivamente dentro de los diez miembros del elenco más comentados de la semana.
El 23 de septiembre del mismo año, Good Data Corporation compartió su nueva clasificación de los dramas y miembros del elenco que generaron más revuelo durante la semana. Las listas se compilaron a partir del análisis de artículos de noticias, publicaciones de blogs, comunidades en línea, videos y publicaciones en redes sociales sobre los dramas que están actualmente al aire o que saldrán al aire próximamente. La serie obtuvo el puesto número 2 dentro de la lista de dramas más comentados de la semana. Mientras que los actores Kim Seon-ho, Shin Min-ah y Lee Sang-yi ocuparon los puestos 1, 2 y 10 respectivamente dentro de la lista de los mejores actores de drama que generaron más expectación en esa semana.
El 29 de septiembre del mismo año, Good Data Corporation compartió su nueva clasificación de los dramas y miembros del elenco que generaron más revuelo durante la semana. Las listas se compilaron a partir del análisis de artículos de noticias, publicaciones de blogs, comunidades en línea, videos y publicaciones en redes sociales sobre los dramas que están actualmente al aire o que saldrán al aire próximamente. La serie obtuvo el puesto número 1 dentro de la lista de dramas más comentados de la semana. Mientras que los actores Kim Seon-ho, Shin Min-ah y Lee Sang-yi ocuparon los puestos 1, 2 y 8 respectivamente dentro de la lista de los mejores actores de drama que generaron más expectación en esa semana.
El 5 de octubre de 2021, Good Data Corporation compartió su nueva clasificación de los dramas y miembros del elenco que generaron más revuelo durante la semana. Las listas se compilaron a partir del análisis de artículos de noticias, publicaciones de blogs, comunidades en línea, videos y publicaciones en redes sociales sobre los dramas que están actualmente al aire o que saldrán al aire próximamente. La serie obtuvo el puesto número 1 dentro de la lista de dramas más comentados de la semana. Mientras que los actores Kim Seon-ho y Shin Min-ah ocuparon los puestos 2 y 3 respectivamente dentro de los diez miembros del elenco más comentados de la semana.
El 16 de octubre del mismo año, Good Data Corporation compartió su nueva clasificación de los dramas y miembros del elenco que generaron más revuelo durante la semana. Las listas se compilaron a partir del análisis de artículos de noticias, publicaciones de blogs, comunidades en línea, videos y publicaciones en redes sociales sobre los dramas que están actualmente al aire o que saldrán al aire próximamente. La serie obtuvo el puesto número 1 dentro de la lista de dramas más comentados de la semana. Mientras que los actores Kim Seon-ho y Shin Min-ah ocuparon los puestos 1 y 5 respectivamente dentro de la lista de los mejores actores de drama que generaron más expectación en esa semana.
El 23 de octubre del mismo año, Good Data Corporation compartió su nueva clasificación de los dramas y miembros del elenco que generaron más revuelo durante la semana. Las listas se compilaron a partir del análisis de artículos de noticias, publicaciones de blogs, comunidades en línea, videos y publicaciones en redes sociales sobre los dramas que están actualmente al aire o que saldrán al aire próximamente. La serie obtuvo el puesto número 1 en la lista de dramas, más comentados de la semana. Mientras que los actores Kim Seon-ho y Shin Min-ah ocuparon los puestos 1 y 3 respectivamente dentro de la lista de los mejores actores de drama que generaron más expectación en esa semana.